# The Prime Gig
The Prime Gig es una película dramática estadounidense de 2000 dirigida por Gregory Mosher y protagonizada por Vince Vaughn, Julia Ormond y Ed Harris. Después de ser proyectado en los festivales de cine de Venecia, Londres y Los Ángeles, el filme tuvo un estreno limitado en septiembre de 2001 y se lanzó en DVD al año siguiente.

## Trama
Pendleton "Penny" Wise, un talentoso telemarketer, se gana la vida por medio de las ventas telefónicas hasta que la empresa que lo emplea quiebra. Caitlin Carlson, que está contratando vendedores telefónicos para Kelly Grant, una leyenda del telemercadeo, contacta a Penny para ofrecerle un trabajo. Penny no está seguro de si la empresa de Grant, que se dedica a vender acciones en una mina de oro, es legítima.

## Reparto
- Vince Vaughn como Pendelton "Penny" Wise
- Julia Ormond como Caitlin Carlson
- Ed Harris como Kelly Grant
- Rory Cochrane como Joel
- Wallace Shawn como Gene
- Stephen Tobolowsky como Mick
- George Wendt como Archie
- Jeannetta Arnette como Cheryl
- Shishir Kurup como Sujat
- Harper Roisman como Harry
- J.J. Johnston como Lloyd
- Tom Wright como Marvin Sanders
- Romany Malco como Zeke
- Brian George como Nasser
- Amber Benson como Batgirl